# Grafiosi

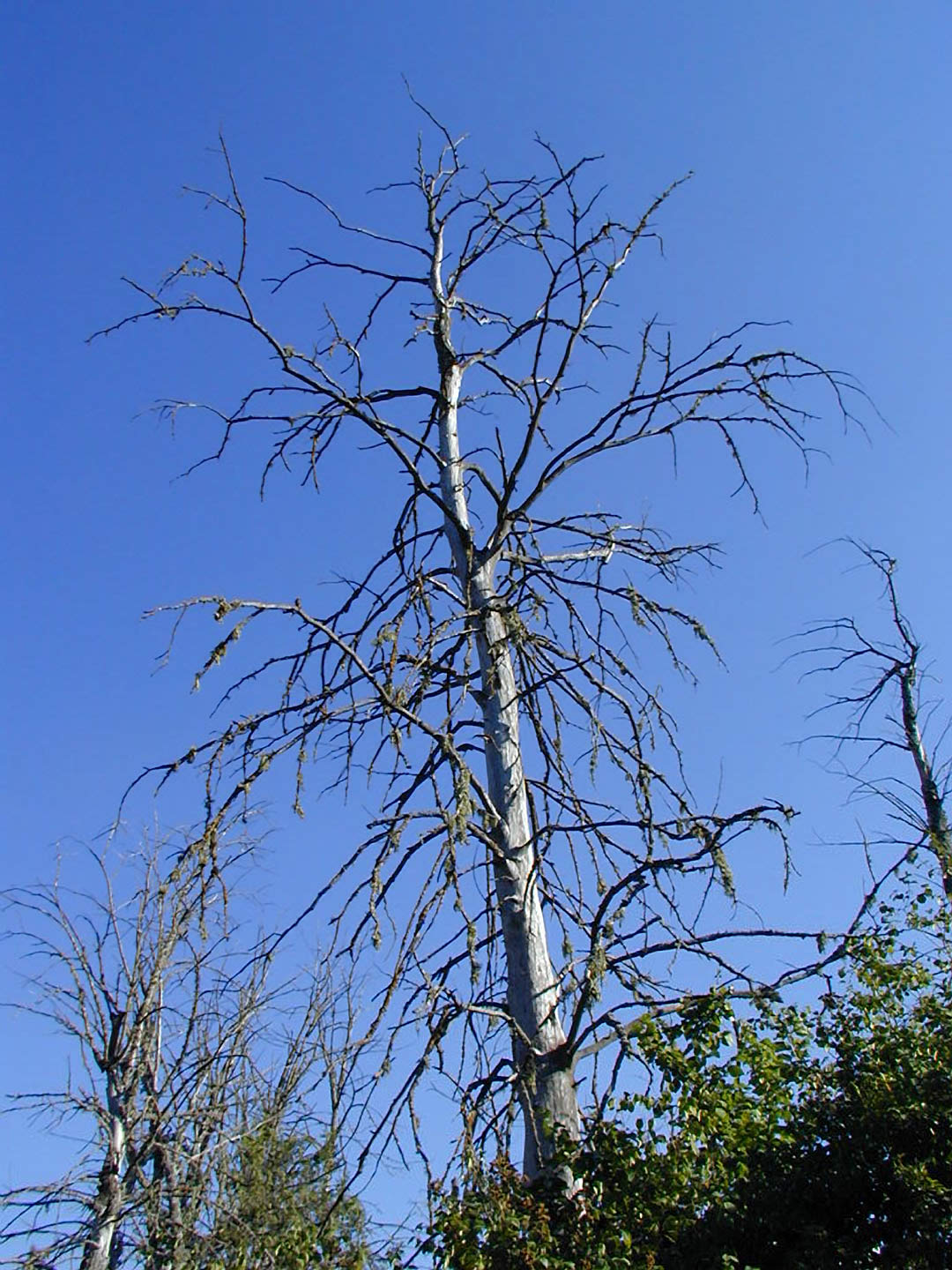
Om (Ulmus minor) mort per la grafiosi

La grafiosi és una malaltia fúngica que afecta l'om comú (Ulmus minor).
És de procedència asiàtica, on les espècies d'oms són més resistents, i es creu que va arribar a Europa durant la Primera Guerra Mundial a través dels Països Baixos on a principis de la dècada dels anys 20 es va produir una alta mortaldat d'oms. Posteriorment ha arribat a l'Amèrica del Nord on continua el seu implacable avanç.
Poc després de la seua entrada a Europa es va descobrir que la produïx un fong anomenat Ceratocystis ulmi de caràcter paràsit, que necessita per a propagar-se un insecte vector conegut com a ratat de l'om.
El cep agressiu de la grafiosi (Ophiostoma novo-ulmi) es va detectar a la península Ibèrica per primera vegada en els anys 80, encara que no es descarta que haguera entrat en la dècada dels 70.
Des que la malaltia va arribar al continent europeu han mort milions d'oms, posant en greu perill a l'espècie, disminuint la població d'oms ibèrics entre un 80 i un 90%.
Una de les poques omedes que ha escapat a la malaltia a Espanya és a Rivas Vaciamadrid, on se centren els esforços per a conservar-lo i tindre un "banc" genètic en plena natura, tot i que ja se n'han pres mostres genètiques.

## Símptomes
Per descomptat un símptoma inequívoc és trobar individus de les espècies Scolytus scolytus, Scolytus kirchi i Scolytus multistriatus, que són uns xicotets coleòpters d'uns 4 a 6 mm. Estos insectes s'instal·len en les gemmes més tendres i les roseguen per a alimentar-se d'elles, i es pot trobar les femelles a les galeries que excaven en la fusta per a pondre ous. És així com transmeten la malaltia, principalment perquè porten el fong literalment pegat al cos, sobretot davall els èlitres, la qual cosa fa que al fregar amb el seu cos les galeries, quede el fong en el tronc.
Els símptomes d'esta malaltia es poden observar a simple vista, ja que els arbres presenten un aspecte gastat i groguenc, amb les puntes de les branques seques i amb les menys afectades que tenen les fulles terroses i corbades. Es pot observar al seu torn l'interior de les branques que presenten línies o taques de color terrós-negrós que són els gots conductors afectats o obstruïts pel fong. Al seu torn, es pot observen també la cara interna de contacte de la corfa amb el tronc i este últim una espècie de gravats que ocasiona l'insecte transmissor al "barrinar" la fusta, per a crear galeries on pondre els seus ous. Posteriorment les larves roseguen el tronc per a eixir una vegada superada la fase de.
Una vegada infectat l'arbre el fong usa el seu sistema de gots conductors de saba per a propagar-se soltant unes espores que són tòxiques per les fulles. Al seu torn, amb esta propagació, provoca el tapament d'estos gots la qual cosa provoca la mort de l'individu en un espai relativament curt.

## Com actuar
Quan un exemplar d'om està seriosament afectat i és irrecuperable, l'únic remei existent és la tala i posterior incineració de tot l'arbre per a evitar la propagació de l'escarabat.
Si l'arbre només té unes branques afectades, estes es tallen i s'incineren com en el cas anterior. Cal aïllar per mitjà de rases les arrels d'individus sans i individus afectats.
Entre les diverses maneres de combatre la malaltia està posar trampes de feromones artificials on queden atrapats els escolítids, utilització de plaguicides, alliberament d'insectes depredadors de les larves, injecció de fungicides i vacunació preventiva que estimule les defenses de l'arbre.